# Clivina collaris
Clivina collaris es una especie de escarabajo del género Clivina, familia Carabidae. Fue descrita científicamente por Herbst en 1784.
Especie nativa de Europa. Habita en Gran Bretaña, Dinamarca, Suecia, Francia, Bélgica, Países Bajos, Alemania, Suiza, Austria, Chequia, Eslovaquia, Hungría, Polonia, Estonia, Letonia, Ucrania, Portugal, España, Italia, Eslovenia, Croacia, Bosnia y Herzegovina, Yugoslavia, Macedonia del norte, Albania, Grecia, Bulgaria, Rumania, Moldavia, Irán, Azores, Armenia, Kazajistán, Turkmenistán, Kirguistán, Tayikistán, China y Rusia. En los Estados Unidos y Canadá desde Quebec hasta Ohio y Connecticut; desde Columbia Británica hasta Washington; también en Manitoba.
Mide 4.5-5.5 mm. Suele ser encontrada en espacios y sitios abiertos como campos cultivados y abandonados, también en terrenos arenosos y fangosos, además de huertos y jardines con abundancia de humus.